# Estação Jardim Belval
A Estação Jardim Belval é uma estação ferroviária, pertencente à Linha 8–Diamante, operada pela ViaMobilidade. Está localizada no bairro homônimo, no município de Barueri.

## História

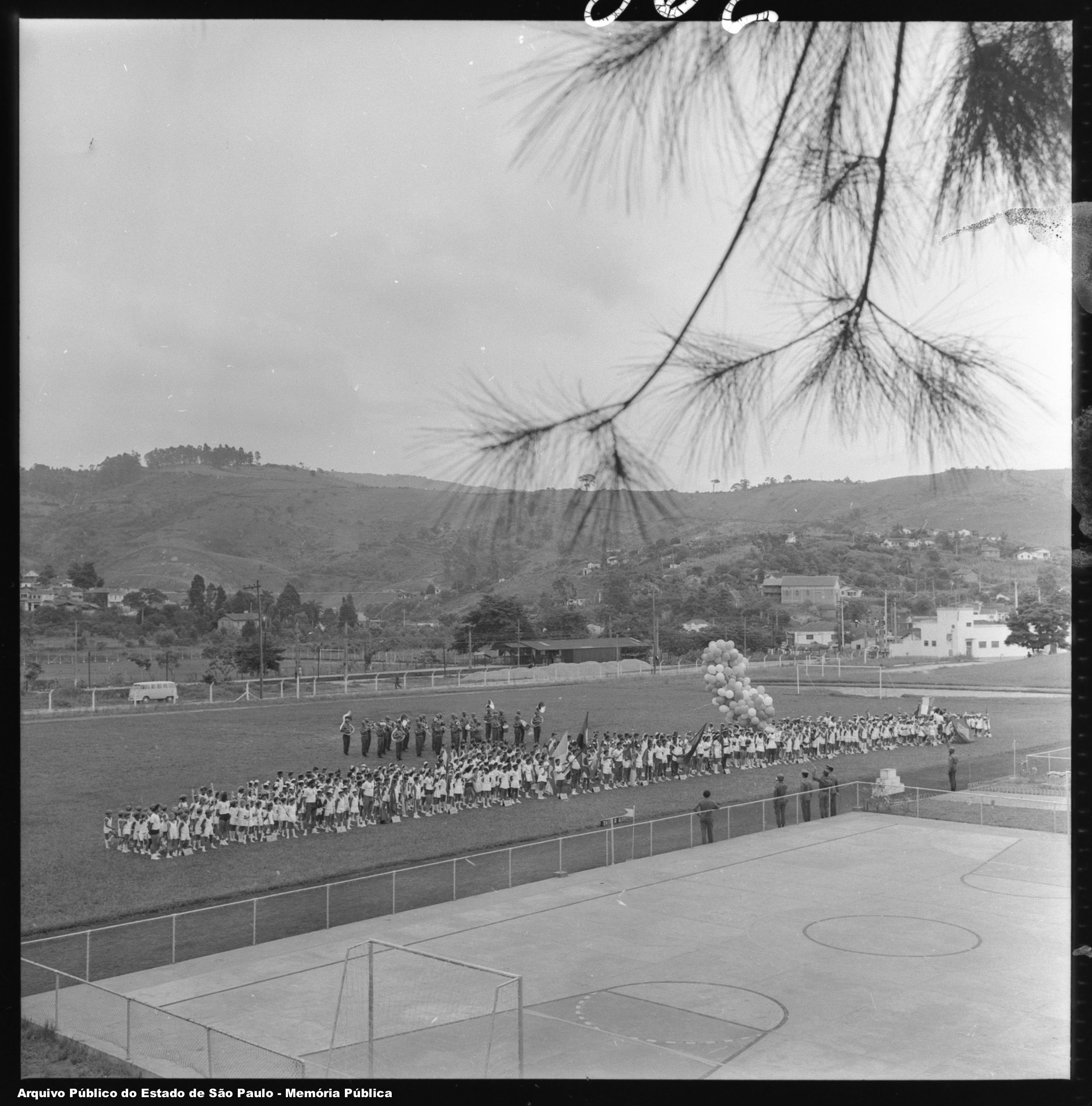
Jardim Belval em 1972. No centro da imagem, a estação construída pela Sorocabana em 1951 (Arquivo Público do Estado de São Paulo)

Com o crescimento do então distrito de Barueri, alguns empreendimentos começaram a ser instalados ao redor do quilômetro 29 da Estrada de Ferro Sorocabana. O primeiro foi a pedreira de propriedade de Luís Mateos Encarnación (que forneceu material para obras no Museu do Ipiranga, no Teatro Municipal e na Escola Politécnica), contando com um ramal ferroviário. Posteriormente, ao lado do quilômetro 29, instalou-se a Fazenda Cerâmica e Olaria Belo Vale, na década de 1920. Em 1938, partes das terras da fazenda foram vendidas para grupos imobiliários, que lançaram os loteamentos Vila Nova (1938), Jardim Belval (1953) e Jardim Silveira (1957).
A Parada Jardim Belval (chamada de estação pelo Exército) foi aberta por volta de 1951, como Quilômetro 29, atendendo aos trabalhadores do Curtume Franco Brasileiro (aberto em 1953). Em 1955, o Exército Brasileiro lançou obras para implantar o aquartelamento de Barueri. Em 1957, durante a inauguração do aquartelamento, a parada já era chamada informalmente de Parada Jardim Belval. Em 1958, o presidente Juscelino Kubitschek viajou até a parada para inaugurar uma nova ala do aquartelamento de Barueri.
Impulsionada pelos projetos imobiliários na região, a Sorocabana construiu a Parada do Jardim Silveira em 1961, de forma que a Parada Jardim Belval perdeu importância e tornou-se cada vez mais acanhada e inadequada para a região, que continuou crescendo com a chegada das empresas Têxtil Capitólio e Plásticos Eldorado. Em 1977, o Exército ampliou suas instalações e implantou, ao lado da estação, o 20.º Grupo de Artilharia de Campanha Leve.
Em 1973, a Fepasa contratou um consórcio, formado por Engevix e Sofrerail, para realizar um plano de modernização dos trens de subúrbio. As primeiras obras de modernização começaram em 1976, no entanto as obras de Jardim Belval foram iniciadas apenas no início dos anos 1980. A Estação Jardim Belval foi reinaugurada em 13 de março de 1983, sendo parte do plano de investimento de seis bilhões de cruzeiros no trecho Barueri–Itapevi. A implantação da nova estação atraiu investimentos da prefeitura de Barueri, que inaugurou o Instituto Técnico de Barueri (1992), o Ginásio de Esportes Caetano Manoel da Silva e o Museu Municipal de Barueri (2004) em áreas ao redor da estação, aumentando sua demanda de passageiros. A passagem de nível existente ao lado da estação foi eliminada apenas em junho de 2000, com a abertura do Viaduto Joaquim Antunes da Silva.
Apesar de reconstruída, a estação não recebeu equipamentos de acessibilidade, como elevadores e escadas rolantes. Em 1993, a Fepasa realizou a contratação de obras para implantar esses equipamentos em todas as suas estações, mas a falta de fundos inviabilizou o projeto.
O projeto de adequação da estação foi retomado após a incorporação das linhas da Fepasa à CPTM, em 1996. Durante a década de 2000, a CPTM elaborou seu primeiro plano diretor e licitou, em maio de 2005, o projeto de modernização da Estação Jardim Belval junto às empresas EGT Engenharia Ltda e Copem Engenharia Ltda, por 567 693 reais (incluindo os projetos das estações Quitaúna e Jardim Silveira). A contratação das obras foi atrasada pela crise financeira de 2007–2008, e os projetos tiveram de ser revisados, em 2012, pelas empresas Engecorps e Estra.
As obras de modernização da Estação Jardim Belval foram contratadas em 17 de outubro de 2014, com prazo de 36 meses, ficando a cargo das empresas Contracta, Engefel e MPO, pelo valor de 99 707 386,30 reais (incluindo as estações Quitaúna e Jardim Silveira). Após atrasos, a estação foi reinaugurada em 6 de abril de 2018.
Em 20 de abril de 2021, foi concedida para o consórcio ViaMobilidade, composto pelas empresas CCR (atual Motiva) e RUASinvest, com a concessão para operar a linha por trinta anos. O contrato de concessão foi assinado e a transferência da linha foi realizada em 27 de janeiro de 2022.

## Toponímia
O nome Belval é uma corruptela do termo "Belo Vale", nome da empresa cerâmica que se instalou às margens da Estrada de Ferro Sorocabana na década de 1920. Em 1953, um grupo imobiliário lançou um loteamento no local chamado Jardim Belval, que deu origem ao bairro e ao uso do nome para denominar a região como um todo.

## Tabelas
| Linha      | Terminais               | Comprimento (km) | Estações | Observações                                                                                           |
| ---------- | ----------------------- | ---------------- | -------- | --- |
| 8 Diamante | Júlio Prestes ↔ Itapevi | 35,283           | 20       | Possui extensão operacional Antiga Linha B–Cinza / Antiga Linha Oeste do Trem Metropolitano da FEPASA |

| Sigla | Estação       | Inauguração | Integração                        | Plataformas | Posição | Notas                                                                   |
| ----- | ------------- | ----------- | --------------------------------- | ----------- | ------- | ----------------------------------------------------------------------- |
| JBE   | Jardim Belval | c. 1951     | Bilhete Único da SPTrans/Benfácil | Centrais    | Elevada | Estação construída pela Reconstruída pela FEPASA em 11 de março de 1983 |